# Arthur Felix
Arthur Felix (3. dubna 1887 Andrychów – 17. ledna 1956 Anglie) byl bakteriolog.
Arthur Felix pracoval a bádal mimo jiné v Bielsku, Vídni, Praze a Londýně. V roce 1915 na Německé univerzitě v Praze vyvinul společně s českým rodákem Edmundem Weilem Weil-Felixovu reakci k detekci tyfu a dalších rickettsióz v moči. Od roku 1921 do roku 1925 Felix pracoval v Jeruzalémě pro Hadassah Medical Organization. V roce 1925 se vrátil do Londýna a pracoval pro Listerův institut preventivního lékařství.
Jsou po něm pojmenovány Laboratoře veřejného zdraví A. Felixe v Tel Avivu.